# Stockwerksbau

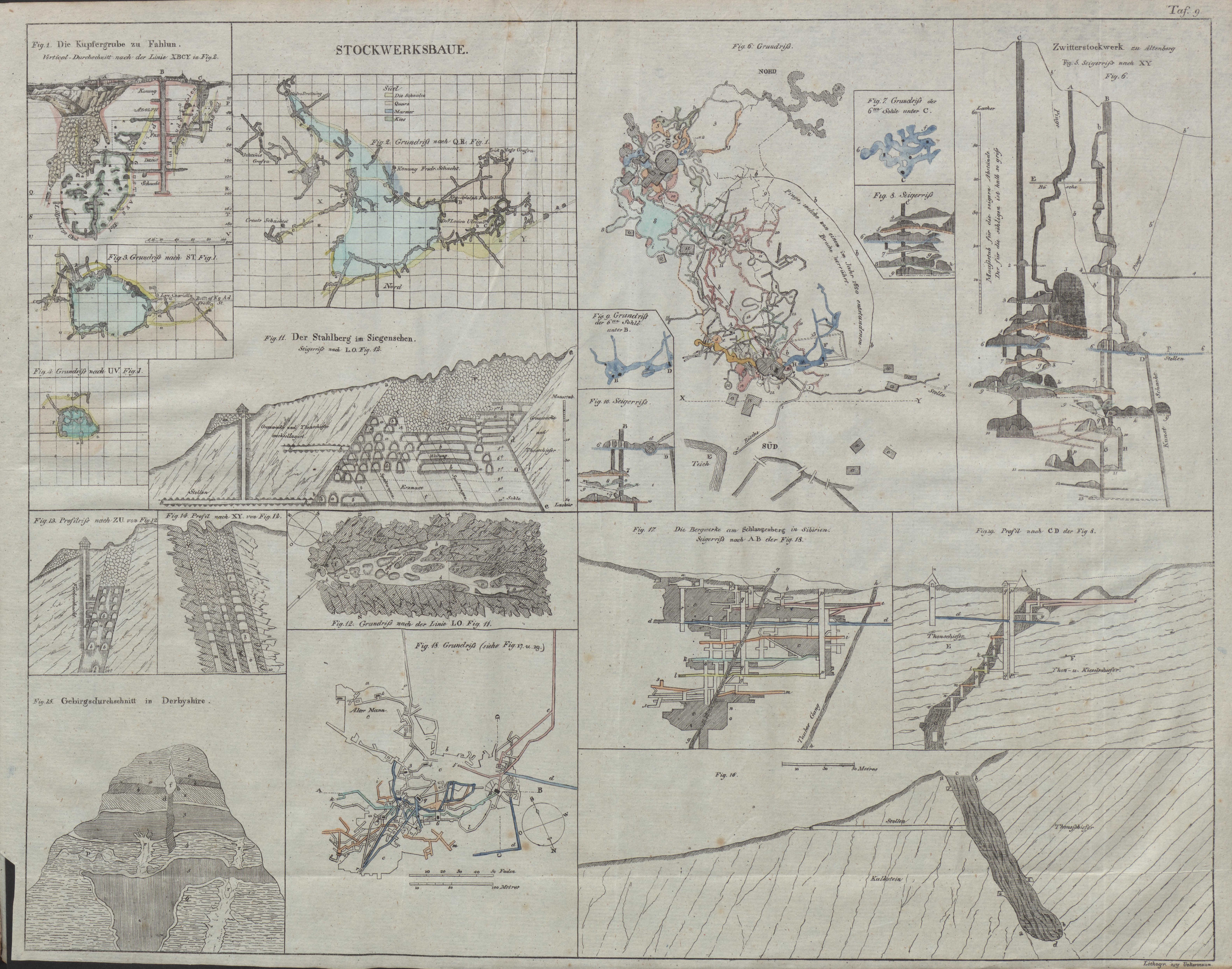
Stockwerksbau Anfang des 19. Jahrhunderts

Der Stockwerksbau ist eine Abbaumethode, die in Lagerstätten angewendet wird, in denen die Mineralien unregelmäßig in der Gebirgsmasse verteilt sind. Die Mineralien befinden sich in sogenannten Erznieren. Die restlichen Teile solcher Lagerstätten bestehen dabei aus taubem Gestein. Vom Prinzip ähnelt dieses Verfahren dem Kammerbau, jedoch werden hierbei, anstatt der rechtwinkligen, runde Kammern ausgebildet.

## Das Verfahren
Um die Lagerstätte mit diesem Verfahren auszubeuten, werden, zunächst vom Schacht ausgehend, Sohlenstrecken in saigeren Abständen von 20 Metern in die Lagerstätte getrieben. Sobald eine bauwürdige Erzniere angefahren wird, wird diese abgebaut und eine runde Kammer mit bis zu 16 Meter Höhe und 12–14 Meter Weite erstellt. Die Abbaurichtung ist dabei diametral nach allen Richtungen. Die Verhiebrichtung entspricht der Abbaurichtung, die Verhiebart ist firstenbauartig. Sobald die erste runde Kammer erstellt ist, wird mittels eines söhligen Querschlags die nächste Erzniere angefahren und in ihren Weitungen aufgeschlossen. Dabei wird darauf geachtet, dass der nächste Lagerstättenteil, den man abbauen will, ebenfalls eine genügende Bauwürdigkeit besitzt. Zwischen den einzelnen Abbaukammern werden zur Sicherheit Pfeiler aus taubem Gestein stehen gelassen. Diese Pfeiler müssen eine genügende Stärke haben, um den gesamten Bau zu tragen. Durch diese Bauweise entstehen mehrere schlauchartige Öffnungen, die im Grundriss eine runde und im Vertikalschnitt eine gewölbeartige Form ergeben.

## Besonderheiten
Damit das restliche Gebirge noch eine genügende Tragfähigkeit hat, werden die Abbaukammern so gestaltet, dass das Hangende sich selbst tragen kann. Anfallende Berge werden in den Weitungen zu Pfeilern aufgesetzt und dienen den Bergleuten als Standfläche bei den Arbeiten. Die Bergepfeiler werden anschließend bis an die Firste der Kammer aufgefüllt, um als zusätzliche Unterstützung des Hangenden zu dienen. Werden die Pfeiler zwischen den Abbaukammern nicht stark genug erstellt, so kann dies aufgrund des Gebirgsdrucks weitreichende Folgen haben. So kann es letztendlich dazu führen, dass es oberhalb der abgebauten Lagerstätte zu einem Tagesbruch kommt.